# MAGEA2
MAGEA2 (англ. MAGE family member A2) – білок, який кодується однойменним геном, розташованим у людей на X-хромосомі. Довжина поліпептидного ланцюга білка становить 314 амінокислот, а молекулярна маса — 35 055.
| 10         |  | 20         |  | 30         |  | 40         |  | 50         |
| ---------- |  | ---------- |  | ---------- |  | ---------- |  | ---------- |
| MPLEQRSQHC |  | KPEEGLEARG |  | EALGLVGAQA |  | PATEEQQTAS |  | SSSTLVEVTL |
| GEVPAADSPS |  | PPHSPQGASS |  | FSTTINYTLW |  | RQSDEGSSNQ |  | EEEGPRMFPD |
| LESEFQAAIS |  | RKMVELVHFL |  | LLKYRAREPV |  | TKAEMLESVL |  | RNCQDFFPVI |
| FSKASEYLQL |  | VFGIEVVEVV |  | PISHLYILVT |  | CLGLSYDGLL |  | GDNQVMPKTG |
| LLIIVLAIIA |  | IEGDCAPEEK |  | IWEELSMLEV |  | FEGREDSVFA |  | HPRKLLMQDL |
| VQENYLEYRQ |  | VPGSDPACYE |  | FLWGPRALIE |  | TSYVKVLHHT |  | LKIGGEPHIS |
| YPPLHERALR |  | EGEE       |  |            |  |            |  |            |

A: Аланін

C: Цистеїн

D: Аспарагінова кислота

E: Глутамінова кислота

F: Фенілаланін

G: Гліцин

H: Гістидин

I: Ізолейцин

K: Лізин

L: Лейцин

M: Метіонін

N: Аспарагін

P: Пролін

Q: Глутамін

R: Аргінін

S: Серин

T: Треонін

V: Валін

W: Триптофан

Кодований геном білок за функцією належить до фосфопротеїнів. 
Задіяний у таких біологічних процесах, як транскрипція, регуляція транскрипції, убіквітинування білків. 
Локалізований у ядрі.